# Edson Buddle
Edson Michael Buddle (New Rochelle, 21 mei 1981) is een Amerikaans voetballer met Jamaicaanse roots. In 2015 tekende hij bij Los Angeles Galaxy uit de Major League Soccer. Het was voor de derde keer dat hij een contract tekende bij de club.

## Clubcarrière
Edson Buddle werd als zevenentwintigste geselecteerd door Columbus Crew in de MLS SuperDraft van 2001. Buddle kreeg in zijn eerste jaar bij de club weliswaar weinig speeltijd maar slaagde er wel in zijn talent, in de beperkte minuten die hij kreeg, te tonen. In zijn tweede jaar bij de club ontwikkelde Buddle zich, met negen goals en vijf assists, tot een van de betere jongen aanvallers van de Amerikaanse competitie. Hij hielp Columbus Crew met het winnen van de U.S. Open Cup. Door blessures miste hij een groot deel van het volgende seizoen. Echter toonde hij, wanneer hij wel fit was, opnieuw zijn talent met negen goals en vier assists. Hetzelfde gebeurde in 2004 waarin Buddle opnieuw een groot deel van het seizoen miste door blessures maar, met elf goals en twee assists, ook opnieuw belangrijk was wanneer hij fit was.
Aan het begin van het seizoen in 2006 werd Buddle naar New York Red Bulls gestuurd als in ruil voor Eddie Gaven en Chris Leitch. Zijn periode bij New York was echter teleurstellend. Door een blessure aan zijn voet wist hij slechts zes doelpunten te scoren. Op 22 november 2006 verliet hij de club alweer. Hij werd naar Toronto FC gestuurd inruil voor Tim Regan. Ook zijn periode bij Toronto was zeer teleurstellend. In tien wedstrijden wist hij geen enkele keer te scoren.
Op 13 juni 2007 vertrok Buddle naar Los Angeles Galaxy inruil voor Tyrone Marshall. Verwacht werd dat Buddle geen grote rol zou gaan spelen bij de club aangezien die met Landon Donovan, Carlos Ruiz en Alan Gordon al drie goede aanvallers hadden. Buddle kreeg echter een grotere rol dan werd verwacht. Hij maakte veel minuten door blessures van Carlos Ruiz en viel in voor Donovan wanneer die met het nationale team weg was. 2008 was en uitstekend jaar voor Edson Buddle. Hij scoorde meerdere hattricks en kreeg complimenten van coach Ruud Gullit en sterspeler David Beckham. 2009 was echter een minder jaar met slechts vijf goals. In 2010 hervond hij zijn vorm echter met zeven goals in de eerste vier wedstrijden. Door zijn goede vorm bij de club was hij zelfs deel van de Amerikaanse selectie dat deelnam aan het WK 2010. Ook na zijn terugkeer van het WK behield hij zijn vorm. Hij werd in datzelfde topscorer van de competitie en was lid de MLS All-Star selectie van 2010 die het opnamen tegen Manchester United.
Buddle tekende op 10 januari 2011 bij FC Ingolstadt 04 uit de 2. Bundesliga. Hij maakte op 21 januari 2011 zijn debuut voor de club in een wedstrijd tegen MSV Duisburg en scoorde in diezelfde wedstrijd ook gelijk zijn eerste doelpunt. Na een onstabiele periode bij de Duitse club, waarin hij vooral als Pinch-hitter gebruikt werd, werd hij 31 januari 2012 van zijn contract ontbonden.
Na een onsuccesvolle proefperiode bij het Engelse Everton keerde hij terug bij Los Angeles Galaxy. Zijn tweede verblijf bij de club was echter heel stuk minder succesvol dan zijn eerste. Hij startte slechts tien wedstrijden in de basis en scoorde slechts drie goals voor de landskampioen.
Na zijn teleurstellende prestaties bij LA Galaxy tekende hij op 14 december 2012 bij Colorado Rapids. Ook hier had hij moeite met het veroveren van een basisplek, mede door zijn kwakkelende conditie. Rond de helft van het seizoen kreeg hij echter steeds vaker een basisplaats en scoorde hij ook enkele belangrijke doelpunten voor de club. Op 25 november 2014 werd zijn contract bij Colorado na tweeënveertig competitiewedstrijden en zeven doelpunten ontbonden. Op 6 maart 2015 tekende Buddle na een succesvolle stage voor de derde keer bij Los Angeles Galaxy.

## Interlandcarrière
Hij maakte zijn debuut voor de nationale ploeg op 29 maart 2003 in een vriendschappelijk wedstrijd tegen Venezuela. Zijn eerste doelpunt als international maakte hij op 5 juni 2010 in een vriendschappelijke wedstrijd tegen Australië, in die wedstrijd maakte hij ook meteen zijn tweede doelpunt als international. Die wedstrijd eindigde uiteindelijk in 3-1 voor de Verenigde Staten. Buddle scoorde de 1e Amerikaanse goal ooit tegen Australië.
| Interlanddoelpunten van Edson Buddle | Interlanddoelpunten van Edson Buddle | Interlanddoelpunten van Edson Buddle | Interlanddoelpunten van Edson Buddle | Interlanddoelpunten van Edson Buddle | Interlanddoelpunten van Edson Buddle | Interlanddoelpunten van Edson Buddle |
| №                                    | Datum                                | Wedstrijd                            | Uitslag                              | Soort wedstrijd                      | Doelpunten                           |                                      |
| ------------------------------------ | ------------------------------------ | ------------------------------------ | ------------------------------------ | ------------------------------------ | ------------------------------------ | ------------------------------------ |
| 1.                                   | 5 juni 2010                          | Verenigde Staten – Australië         | 3 – 1                                | Vriendschappelijk                    | 2                                    |                                      |
| 2.                                   | 15 november 2011                     | Slovenië – Verenigde Staten          | 2 – 3                                | Vriendschappelijk                    | 1                                    |                                      |